# Alex McKay
Pour les articles homonymes, voir Alex et McKay.
Alex McKay, de son nom complet Alexander Colin McKay, né le 27 octobre 1955 à Wellington, est un historien et tibétologue néozélandais, chercheur à la School of Oriental and African Studies de l'université de Londres. Il est l'auteur et l'éditeur de plusieurs ouvrages sur le Tibet.

## Biographie
Il se rend au Tibet pour la première fois en 1984 à l'époque de son ouverture aux voyageurs occidentaux.
En 1989, ses voyages au Tibet et dans l'Himalaya indien le conduisent à commencer des études à l’université de Londres. Il obtient un BA en sciences et histoire à l'université de Londres en 1992 et bénéficie d'une bourse majeure de la British Academy lui permettant de terminer sa thèse de doctorat en 1995 sur le Tibet et le Raj britannique.
Entre novembre 1995 et août 2000, Alex McKay travaille à l’Institut international d’études asiatiques (IIAS) à Leyde, dont il est resté membre associé.
En septembre 2000, il reçoit une bourse de recherche du millénaire de l'université de Londres de deux ans pour étudier l’histoire du pèlerinage indo-tibétain au mont Kailash. 
Alex McKay fut invité à la conférence sur l'Histoire du Tibet organisée par John Billington, rédacteur en chef du bulletin de la Tibet Society of the United Kingdom, et un comité d’universitaires à St Andrews en Écosse en hommage à Hugh Richardson tenue en septembre 2001. Il écrivit l'introduction de l'ouvrage de recension du colloque international correspondant.
En octobre 2002, il obtient une bourse de recherche au Centre d'histoire de la médecine Wellcome Trust à l'University College de Londres, où il reste jusqu'en avril 2006, date à laquelle il prend une retraite anticipée pour rejoindre le pays natal de son épouse artiste, l'Australie, et écrire.
En octobre 2008, il préside la conférence du jubilé d'or de l'Institut Namgyal de tibétologie à Gangtok réunissant 60 éminents universitaires, éducateurs, dignitaires et personnes intéressées dans le domaine des études bouddhiques himalayennes,.
En 2012, il fait partie des « plus grands spécialistes du Tibet » qui demandent à Xi Jinping d'intervenir pour sauver la langue tibétaine.

## Accueil critique
Pour Melinda Pilling, le compte-rendu historique Tibet and the British Raj: The Frontier Cadre 1904-1947 (1997) d'Alex McKay, informatif et bien documenté, comble une lacune dans les recherches sur la politique tibétaine au XXe siècle et alimente de nouvelles pistes dans les études tibétaines sur les relations entre l'élite tibétaine, les puissances coloniales et néocoloniales et la Chine. Alex McKay retrace l’histoire de la présence britannique au Tibet des plus de 100 représentants du Raj britannique ayant servi au Tibet depuis la mission britannique de 1904 à Lhassa jusqu’à la fin du Raj en 1947.
Son ouvrage Kailas Histories est qualifié par Himani Upadhyaya de livre bien documenté et opportun sur un site sacré « séculaire » de l’Himalaya d'une immense popularité récente : le mont Kailash (6 660 m) et les lacs de Mansarovar et de Rakas Tal, au sud-ouest du plateau tibétain. Contribution notable à l'histoire de l'Himalaya et du Tibet, l'ouvrage devrait intéresser les chercheurs étudiant l’Himalaya occidental et le Tibet. C'est le résultat de près de trois décennies d'études critiques de l'auteur se basant sur nombre de sources textuelles et non textuelles ainsi que des recherches anthropologiques de terrain.

## Publications

### Livres
En tant qu'auteur
- Footprints Remain: Biomedical Beginnings across the Indo-Tibetan Frontier 1870-1970, University of Amsterdam/IIAS, 2007 [University of Chicago Press, 2008][11]
- Tibet and the British Raj: The Frontier Cadre 1904-1947, Curzon Press, Richmond, London, 1997 , préfacé par Michael Aris [2nd edition by Library of Tibetan Works and Archives, Dharamsala, India, 2009][9]
- Kailas Histories: Renunciate Traditions and the Construction of Himalayan Sacred Geography, Serie: Brill's Tibetan Studies Library, Band: 38,  Brill, 2015,  (ISBN 978-90-04-30618-9), 530 pages[12],[13]

En tant que directeur
- Pilgrimage in Tibet, Curzon Press, Richmond, London, 1998
- Tibetan History: Tibet and her Neighbours, HansJorgye Mayer, London, 2003[14].
- The History of Tibet (3 volumes), RoutledgeCurzon, London, 2003[15]
  - The Early Period: to c. AD-850, Cornell University Press, 2003  (ISBN 0-415-30842-9)
  - The Medieval Period: c. 850-1895, Cornell University Press, 2003  (ISBN 0-415-30843-7)
  - The Modern Period: 1895-1959, Cornell University Press, 2003  (ISBN 0-415-30844-5)
- Sikkim History and Culture (2 volumes), Namgyal Institute of Tibetology, Gangtok, Sikkim, 2010; avec Anna Balikci-Denjongpa

### Articles
- « “The Birth of a Clinic”? The IMS Dispensary in Gyantse (Tibet), 1904–1910 », Med Hist., vol. 49, no 2,‎ 1er avril 2005, p. 135–154 (ISSN 0025-7273, PMID 15895753, PMCID PMCPMC1088216, lire en ligne, consulté le 30 avril 2019)
- "It seems he is an enthusiast about Tibet": Lieutenant-Colonel James Guthrie, OBE (1906-71), J Med Biogr. 2005; 13 (3): 128-35.
- "An excellent measure": the battle against smallpox in Tibet, 1904-47, The Tibet Journal (Library of Tibetan Works and Archives), Vol. 30/31, No. 4/1, Contributions to the study of Tibetan medicine (Winter 2005 & Spring 2006), pp. 119-130.
- Himalayan Medical Encounters: The Establishment of Biomedicine in Tibet and in Indian Exile, in Proceedings of the Tenth Seminar of the IATS, 2003. Volume 10: Soundings in Tibetan Medicine, Volume: 10/10,  (ISBN 9789004155503), BRILL, 2007
- Tibet, Sikkim, Bhutan: the myth of venereal disease In Studies of Medical Pluralism in Tibetan History and Society. PIATS 2006: Proceedings of the 11th Seminar of the International Association for Tibetan Studies, Königswinter 2006, 2010 pp. 41–60
- Biomedicine in Tibet at the Edge of Modernity, in Medicine between Science and Religion: Explorations on Tibetan Grounds, edited by Vincanne Adams, Mona Schrempf and Sienna R. Craig. Berghahn Books, 2010, pp. 33–55

## Référence
1. 1 2  Graham Beattie, The Team That Changed Rugby Forever.
2. ↑  Thierry Dodin et Räther Heinz, Imagining Tibet : perceptions, projections, & fantasies, Wisdom Publications, 2001 (ISBN 0861711912 et 9780861711918, OCLC 46472218, lire en ligne), (page 456)
3. ↑  « asatours.com.au/people/tour-le… »(Archive.org • Wikiwix • Archive.is • Google • Que faire ?).
4. 1 2 3 4  Dr Alex McKay, Whangarei Boys' High School Old Boys' Association (Inc).
5. ↑  (en) Alex McKay, Introduction, Tibet and Her Neighbours : A History.
6. ↑  Buddhist Himalaya: Studies in Religion, History and Culture. Conference October 1-5, 2008. The Namgyal Institute of Tibetology, Gangtok, Sikkim, IIAS (International Institute for Asian Studies (en)) Newsletter, no. 46 (Winter 2008).
7. ↑  (en) John Bray, Conference Report: Golden Jubilee. Conference of the Namgyal Institute of Tibetology, Gangtok, Sikkim, 1-5 October 2008, Bulletin of Tibetology, 2008, Vol. 44 No. 1 & 2.
8. ↑   Tibet. Le cri d'alarme des chercheurs, L'Obs, 7 décembre 2012.
9. 1 2  (en) Melinda Pilling (2000) Book review of 'Tibet and the British Raj: The Frontier Cadre 1904-1907' by Alex McKay, Himalaya, the Journal of the Association for Nepal and Himalayan Studies: Vol. 20 : No. 1, Article 22.
10. ↑  (en) Himani Upadhyaya (2017) Review of Kailas Histories: Renunciate Traditions and the Construction of Himalayan Sacred Geography by Alex McKay, Himalaya, the Journal of the Association for Nepal and Himalayan Studies: Vol. 37 : No. 2 , Article 28.
11. ↑  https://www.ssoar.info/ssoar/bitstream/handle/document/32371/ssoar-2007-mckay_-Their_footprints_remain_biomedical_beginnings.pdf?sequence=1
12. ↑  (en) Kyle Gardner, « Alex Mckay : Kailas Histories: Renunciate Traditions and the Construction of Himalayan Sacred Geography. (Brill’s Tibetan Studies Library.) xx, 530 pp. Leiden: Brill, 2015. €139.  (ISBN 978 9 004 30458 1). / Bulletin of the School of Oriental and African Studies / Cambridge Core », Bulletin of the School of Oriental and African Studies, vol. 79, no 3,‎ 1er octobre 2016, p. 677–679 (ISSN 1474-0699, DOI 10.1017/S0041977X16000677, lire en ligne, consulté le 19 septembre 2020).
13. ↑  (en) John Vincent Bellezza, Kailas Histories: Renunciate Traditions and the Construction of Himalayan Sacred Geography, by Alex McKay, book review in The Tibet Journal, 2017, vol. 42 (no. 1), pp. 103–111
14. ↑  Compte rendu de lecture par la tibétologue Katia Buffetrille McKay Alex (éd.), Tibet and Her Neighbours: A History Études mongoles et sibériennes, centrasiatiques et tibétaines
15. ↑  Matthew T. Kapstein, Reviewed Work: The History of Tibet by Alex McKay, The Journal of Asian Studies, Vol. 64, No. 3 (Aug., 2005), pp. 739-742